# Careful What You Wish For
Careful What You Wish For é o sexto álbum de estúdio da banda escocesa Texas, editado em 2003. O álbum foi certificado no Reino Unido como disco de ouro.
Foram extraídos deste álbum os singles "Carnival Girl", que atingiu o nº 9 no UK Singles Charts e "I'll See It Through".

## Alinhamento
1. "Telephone X"
2. "Broken"
3. "Carnival Girl" (Feat. Kardinal Offishall)
4. "I'll See It Through"
5. "Where Did You Sleep?"
6. "And I Dream"
7. "Careful What You Wish For"
8. "Big Sleep"
9. "Under Your Skin"
10. "Carousel Dub" (Feat. Suncycle)
11. "Place in My World" (Feat. Dolomite)
12. "Another Day"

## Desempenho nas tabelas musicais
| Tabela (2003)     | Melhor posição |
| ----------------- | -------------- |
| UK Albums Chart   | 5              |
| Ireland           | 35             |
| França            | 5              |
| Swiss Album Chart | 6              |
| Bélgica           | 18             |
| Dinamarca         | 23             |
| Alemanha          | 25             |
| Suécia            | 28             |
| Noruega           | 35             |
| Áustria           | 46             |
| Holanda           | 88             |